# Лемън Брадърс
„Лемън Брадърс Холдингс“ (на английски: Lehman Brothers Holdings Inc., произнася се „Лиман“), или само „Лемън Брадърс“, е бивша инвестиционна банка и финансов конгломерат в Ню Йорк.
Основана е през 1850 г. от братята Леман, преселници от Бавария. През 2008 г. банката обявява най-големия банкрут във финансовата история на САЩ, отприщвайки световна финансова криза. Преди това, е 4-та по големина инвестиционна банка в САЩ (след „Голдман Сакс“, „Морган Стенли“ и „Мерил Линч“). Конгломератът развива бизнес в разни финансови сфери – инвестиционно банкиране, капиталови пазари, търговия и т.н.

## История

### Ранни години
През 1844, 23-годишният Хенри Лимън, син на еврейски търговец на добитък, емигрира в Съединените щати от Римпар, Бавария. Той се заселва в Монтгомъри, Алабама, където отваря магазин за дрехи. След него пристигат още двама братя – Емануел и Майър и през 1850 г., фирмата сменя името си на „Лимън брадърс“.
През 50-те години на 19 век памукът е бил една от най-важните стоки в САЩ. Възползвайки се от високата му пазарна цена, тримата братя започват да приемат суров памук като плащане в магазина и така превръщат търговията с памук във втори бизнес. В рамките на няколко години той се превръща в основен. След смъртта на Хенри през 1855 г., останалите братя се насочват към търговия със стоки и брокерство.
Отначало търговията с памук се извършва предимно в южните части на САЩ, след което постепенно се измества към Ню Йорк, където са търговците на едро. През 1858 г. Лимън отварят първия си офис в Манхатън, Ню Йорк, управляван от 32-годишния Емануел. През 1862 г. поради трудностите свързани с Гражданската война, компанията се обединява с търговеца на памук Джон Дър и става Лимън, Дър и Ко. След войната компанията подпомага реконструкцията на Алабама. Впоследствие фирмата се премества в Ню Йорк, където тя спомага за създаването на Нюйоркската памукова борса през 1870 г. Емануел е бил в Борда на управляващите до 1884 г. Лимън Брадърс стъпва и на пазара за акции на железопътни компании, които тогава са в период на бурен строеж, и навлиза в бизнеса с финансово консултиране.
Лимън става член на Нюйоркската борса за кафе пред 1883 г. и на Нюйоркската фондова борса през 1887 г. През 1899 г. компанията е посредник при първото си първично публично предлагане (на International Steam Pump Company).

### Началото на 20 век
Въпреки първичното предлагане на компания на борсата, истинската промяна в дейността на Лимън започва през 1906 г., когато в партньорство с Голдман Сакс на борсата са лансирани General Cigar Co. и скоро след това Сиърс. През следващото десетилетие Лимън посредничи в над сто първични публични предлагания, в повечето случаи в партньорство с Голдман Сакс. Сред тях са компании като Уулуърт, Мейсис, Студебейкър.
След оттеглянето на Филип Лимън през 1925 г. фирмата оглавява неговият син Робърт. По негово време настъпва Голямата депресия, но Лимън успява да се справи, фокусирайки се върху рисков капитал, докато пазарът на акции се възстанови. Компанията престава да бъде семейна, когато през 1924 г. в нея постъпва Джон Ханкок, който не е член на семейството. След Ханкок, през 1927 г. постъпват Монро Гътман и Пол Мазър.
През 1930 г. Лимън посредничи при първичното публично предлагане на ДюМонт – първия производител на телевизори. Лимън също така подпомага финансирането на Радио Корпорацията на Америка RCA, както и компании в бързо растящата петролна индустрия.

### 70-те години
През 1969 г. Робърт Лимън, ръководил фирмата в продължение на 44 години, умира. Смъртта му, заедно с липсата на ясен наследник на семейство Лимън, оставя празнина в компанията. В същото време икономическата обстановка през 70-те години е трудна. През 1972 г. фирмата среща изключителни трудности и през 1973 г. е привлечен Пийт Питирсън, главен изпълнителен директор на Бел и Хауъл, с целта да спаси компанията.
Под ръководството на Питърсън, Лимън придобива Ейбръхам и Ко през 1975 г. и две години по-късно се слива с уважаваната, но изпитваща трудности фирма Кун, Лоуб и Ко. По този начин се формира четвъртата най-голяма инвестиционна банка, след Саломон Брадърс, Голдман Сакс и Фърст Бостън. Питърсън успява да изведе компанията до 5 поредни години на печалба.
В началото на 80-те години възникват сериозни конфликти между инвестиционните банкери и трейдърите (които реализират по-голямата част от печалбата). Тези настроения карат Питърсън да повиши Люис Глюксман, президент, главен оперативен директор и бивш трейдър, в изпълнителен директор. Глюксман въвежда редица промени, но те имат негативен ефект и увеличават напрежението. Това, в комбинация със стила му на управление и лошото състояние на пазарите води до битка, в която Питърсън е отстранен и Глюксман остава единствен изпълнителен директор. Тези вътрешни борби не се отразяват добре и компанията започва да търси купувач. През 1984 г. Шиърсън/Американ Експрес, притежавана от Американ Експрес и фокусирана върху брокерство, придобива Лимън Брадърс за 360 милиона долара и слетите фирми се превръщат в Шиърсън Лимън/Американ Експрес. През 1988 г. след сливане с И ЕФ Хътън компанията става Шиърсън Лимън Хътън.
От 1983 г. до 1990 г. главен изпълнителен директор и председател е Питър Коен. По време на неговото управление фирмата е агресивна в политиката си на закупуване на компании чрез използването на дълг, по подобие на конкурентната фирма – Дрексел Бърнам Ламбърт.

### Деинвестиция и независимост (1994-2008)
През 1993 г., под ръководството на Харви Голъб, Американ Екпрес започва да се освобождава от банковите и брокерските си дейности. Фирмата продава компанията си за имотно брокерство на дребно на Примерика.
Въпреки слуховете за ново придобиване Лимън се представя доста добре под ръководството на изпълнителния директор и председател Ричард Фулд младши. До 2008 г. Фулд е бил в компанията 30 г. и е най-дълго задържалият се изпълнителен директор във фирма от Уол Стрийт. Фулд успява да преведе фирмата през азиатската финансова криза от 1997 г., когато цената на акциите на Лимън спада до 22 долара (1998). Фулд е критикуван за това, че е подценил кризата в пазара на имоти в САЩ, но успява да запази работата си, докато други изпълнителни директори, като тези на Беър Стърнс, Мерил Линч и Ситигруп са принудени да напуснат. В допълнение на това, бордът на директорите на Лимън, който включва бивши директори на Водафон и Ай Би Ем не уволнява Фулд, въпреки поевтиняването на акциите.
През 2001 г. Лимън придобива компанията за услуги към частни клиенти PCS и през 2003 г. се завръща агресивно в бизнеса за управление на активи. Започвайки с 2 милиарда долара активи под управление, Лимън придобива Кросроудс Груп. Тези бизнеси, заедно с PCS и бизнеса на Лимън с дялов капитал формират звеното по инвестиционен мениджмънт, което генерира близо 3,1 милиарда долара приходи и почти 800 милиона долара печалба преди данъци през 2007 г. Преди да банкрутира, фирмата управлява над 275 милиарда долара активи. От 1994 г., когато Лимън излиза на борсата, до фалита си, компанията увеличава приходите си над 600% – от 2,73 до 19,2 милиарда долара, а броя на служителите си – от 8500 до 28 600, увеличение от над 230%.

### Терористични атаки
По време на атаките от 11 септември 2001 Лимън Брадърс заема 3 етажа от Световния търговски център, където служител на фирмата е убит. Централата на компанията, която се намира в друга сграда на Световния търговски център, също претърпява сериозни щети и 6500 служители остават без работно място. Банката премества дейността си в Джърси Сити, Ню Джърси. Там се организира офис, който започва да функционира 48 часа след терористичните атаки.
След атаките от 11 септември банката продължава дейността си от няколко места, като често е критикувана, че не се е завърнала в предишната си централа в Долен Манхатън. След терористичните атаки само „Дойче Банк“, „Голдман Сакс“ и „Мерил Линч“ остават там.

## Финансови нарушения и фалит
През 2003 г. Лимън е сред 10-те компании, които се споразумяват с Комисията по финансов надзор на САЩ, както и с други местни регулатори. Регулаторните органи обвиняват фирмите, че неправилно са свързвали възнаграждението на анализаторите си с приходите от звеното по инвестиционно банкиране. Споразумението, познато още като „глобалното споразумение“ глобява фирмите с 1,4 милиарда долара, включително 80 милиона долара глоба за Лимън, като налага задължение на фирмата за структурни реформи: отделяне на звеното по инвестиционно банкиране от отделите по проучвания, както и други промени.

### Банкрут
При ипотечната криза през 2007 Леман брадърс реализират огромни загуби. През второто тримесечие на 2008 загубите са в размер на 2,8 милиарда долара и компанията е принудена да разпродаде активи на стойност 6 милиарда долара. Само през първата половина на 2008 акциите на Леман губят 73% от стойността си. През август 2008 компанията съобщава, че ще освободи 6% от работниците си, 1500 души, точно преди датата на обнародване на финансовото състояние за третото тримесечие през септември.
След като мнозинството от клиентите ѝ я напускат, цената на акциите ѝ на борсата пада драстично и нейният кредитен рейтинг пада, в 1.45 ч. сутринта на 15 септември 2008 г. компанията подава документи за неплатежспособност, като посочва като причина банков дълг от 613 милиарда долара, дълг в акции от 155 милиарда долара и активи на стойност 639 милиарда долара.
Група компании от Уол стрийт се съгласяват да предоставят необходимата финансова подкрепа за провеждане на процедурата по ликвидацията без това да засегне пазарите, а Федералният резерв на свой ред се намесва и осигурява подкрепата на правителството в замяна на активи с ниска стойност. На сутринта служителите на Леман започват да напускат главната квартира на компанията на Седмо авеню 745.
Този фалит е най-големият в американската история и се смята, че изиграва определяща роля в разгръщането на световната финансова криза през 2008 г. В деня след фалита банка Барклис обявява споразумението си да закупи отдела по инвестиционно банкиране и трейдинг заедно с централата на Лимън в Ню Йорк. Впоследствие японската банка Номура придобива франчайза на Лимън Брадърс в Азия и Тихоокеанския регион, включително Япония, Хонг Конг и Австралия. Освен поделенията в Азия, Номура придобива и отдела по инвестиционно банкиране на Лимън Брадърс в Европа и Близкия изток.
Банкрутът на банката е сюжет на филмите Предел на риска (2011) (на английски: Margin Call) и Големият залог (на английски: The Big Short) (2015).